# Собор Сан-Паулу
Собор Сан-Паулу (порт. Catedral da Sé de São Paulo) — католический кафедральный собор города Сан-Паулу, Бразилия. Один из крупнейших неоготических храмов в мире.

## История

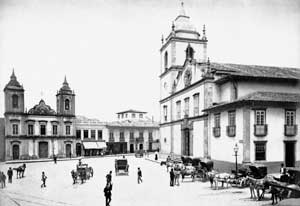
Здание старой церкви (1880)

История собора восходит к 1589 году, когда было принято решение о строительстве главной церкви колонии в небольшом посёлке Сан-Паулу. Работы продолжались более 20 лет, и лишь к 1616 году на месте нынешнего собора возведён храм, в котором пребывала кафедра епископа. В 1745 году старое здание было разрушено, а вместо него построена небольшая скромная церковь, простоявшая до 1911 года.
Сооружение нынешнего собора началось в 1913 году по проекту немецкого архитектора Максимилиана Эмиля Неля, который придал зданию неоготический стиль. Строительство велось почти полвека — собор был освящён в 1954 году, а работы по возведению башен закончились лишь в 1967 году.
В 2000—2002 годах проведена масштабная реконструкция, в ходе которой произведён ремонт нефа, башен, а также внутренней и внешней отделки.

## Архитектура

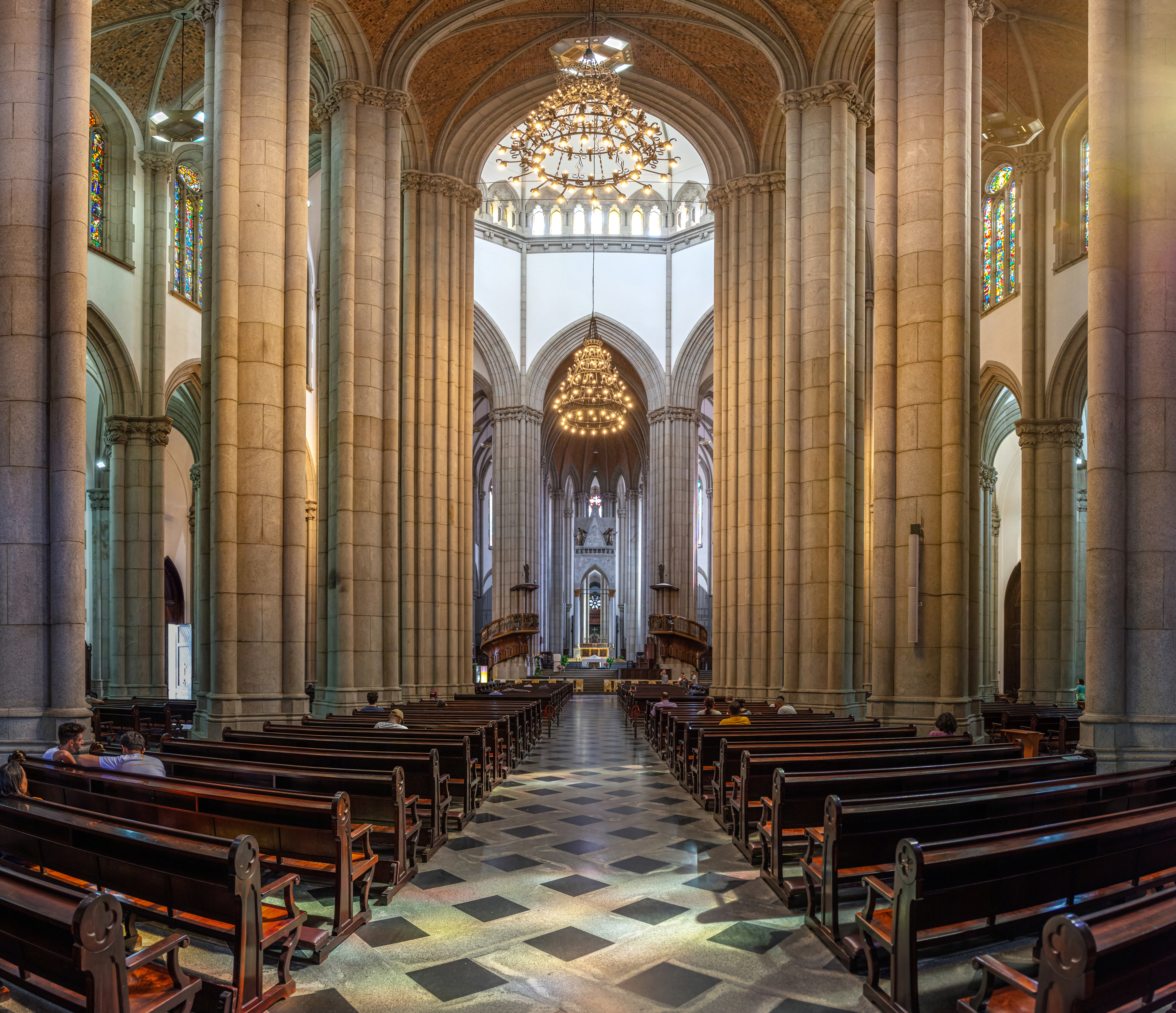
Интерьер собора

Собор является крупнейшим религиозным сооружением Сан-Паулу: он имеет высоту 111 метров и ширину 46 метров. Планировка помещений храма напоминает латинский крест с пятью нефами и 30-метровым куполом. Общий архитектурный стиль здания — неоготический, но при этом купол выполнен в стиле Ренессанса по образу собора Санта-Мария-дель-Фьоре во Флоренции. Для оформления интерьеров использовано около 800 тонн мрамора, внутренние капители украшены зёрнами кофе, ананасами и фигурами животных.
Вместимость собора составляет 8 тыс. человек.

### Крипта

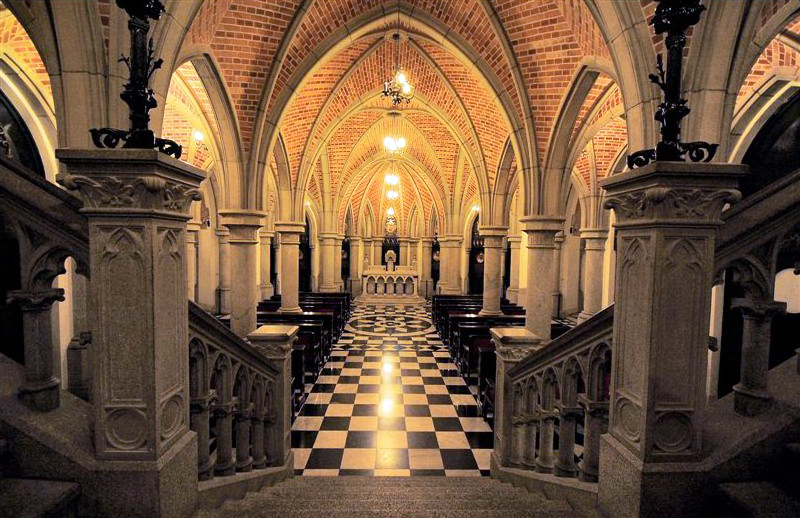
Крипта собора

В крипте, расположенной под главным алтарём, имеется подземная церковь, оформленная мраморными скульптурами Франсиско Леопольдо э Сильва, изображающих историю Иова и Иеронима Стридонского.
Здесь же имеются гробницы всех епископов и архиепископов Сан-Паулу. Особо следует отметить бронзовую гробницу отца Диогу, регента Бразилии во время младенчества императора Педру II, и вождя индейского племени Гуаианаз — Тибирича, который способствовал основанию города.

### Орган
В соборе установлен орган, созданный в 1954 году итальянской фирмой Balbiani & Rossi. Один из крупнейших в Латинской Америке инструментов, имеет 5 клавиатур, 329 остановок, 120 регистров и 12 тыс. труб, и оформлен в готическом стиле.